# Erik Clausen
Erik Clausen (* 7. März 1942 in Kopenhagen; † 30. Oktober 2024) war ein dänischer Schauspieler, Regisseur, Musiker und Drehbuchautor.

## Leben und Wirken
Erik Clausen wuchs als Sohn von Otto Clausen (1915–?) und seiner Frau Lilly Carla Clausen (1915–2006) in Kopenhagen auf. Nach seinem Schulabschluss war er zunächst in verschiedenen Berufen tätig, wie beispielsweise als Kunstmaler oder Straßenmusiker.
Von 1966 bis 1969 absolvierte er eine professionelle Schauspielausbildung an der Staatlichen Theaterhochschule Kopenhagen. Clausen wirkte als Schauspieler vor der Kamera von 1977 bis 2020 in über 30 Film-und-Fernsehproduktionen mit. Er führte bei über 20 Spielfilmen die Regie und war auch als Drehbuchautor für zahlreiche Fernsehserien tätig. Als Bühnendarsteller wirkte er an verschiedenen Theaterhäusern in ganz Dänemark in mehreren Theaterstücken und Musicals mit. Clausen tourte als Musiker in verschiedenen Gruppen durch das ganze Land und trat auch zeitweise im Vergnügungspark Tivoli auf. Zudem trat er bei Festivals und Straßenfesten weiterhin als Straßenmusiker auf. Clausen war auch als Synchronsprecher für Zeichentrickfilme und Animationsfilme aktiv.
Erik Clausen war ab 1966 verheiratet und hatte mit seiner Frau einen Sohn (* 1968) und eine Tochter (* 1971). Clausen starb am 30. Oktober 2024 im Alter von 82 Jahren.

## Filmografie (Auswahl)
- 1977: Bredas fald
- 1978: Mig og Charly
- 1981: Circus Casablanca
- 1982: Felix
- 1983: Rocking Silver
- 1984: Kopenhagen – Mitten in der Nacht (Midt on Natten)
- 1985: Die fliegenden Teufel (De flyvende djævle)
- 1988: Rami und Julia (Rami og Julia)
- 1989: Ein Pony für Zwei (Tarzan Mama Mia)
- 1991: Der schöne Badetag (Den store badedag)
- 1994: Carl, meine Kindheit auf Fünen (Min fynske barndom)
- 1996: Tango
- 1996: Träume wachsen nicht auf Bäumen (En loppe kan også gø)
- 2004: Inkasso
- 2004: Villa Paranoia
- 2007: Ledsaget udgang
- 2018: Klovn (Fernsehserie, 1 Folge)
- 2020: Ronkedorerne